# Acrosaleniidae
De Acrosaleniidae zijn een familie van uitgestorven zee-egels (Echinoidea) uit de orde Salenioida.

## Geslachten
- Acrosalenia L. Agassiz, 1840 †
- Heterosalenia Cotteau, 1861 †
- Metacrosalenia Currie, 1925 †
- Polysalenia Mortensen, 1932 †
- Prosalenia Vadet, Nicolleau & Pineau, 1996 †